# Paul Bilhaud
Paul Bilhaud, né à Bruère-Allichamps le 31 décembre 1854 et mort à Avon le 8 janvier 1933, est un auteur dramatique français.

## Biographie
Paul Bilhaud est le fils de Charles Jean-François Bilhaud, cultivateur, et de Laïs Frère.
Il se marie avec la sœur de Paul Reboux. Il est ami des frères Paul et Victor Margueritte, de Georges d'Esparbès, de Maurice Rollinat, l'intime de  Sarah Bernhardt et de Maurice de Féraudy. Ami d'Alphonse Allais de longue date, il est, avec celui-ci, connu pour être l'un des précurseurs du minimalisme avec son tableau minimalistique Combat de nègres pendant la nuit, exposé pour la première fois le 1er octobre 1882, plus de trente ans avant l'exposition du Carré noir sur fond blanc de Kasimir Malevitch.
Paul Bilhaud est nommé chevalier dans l'Ordre de la légion d'honneur le 22 janvier 1902, il est également Officier de l'Instruction publique.
Il est secrétaire de la Revue des poètes et des auteurs dramatiques dont il démissionne en 1878.
Il est enterré au cimetière de Passy (3e division).

## Œuvres

### Théâtre
- La Première Querelle, scène de ménage, éditions Barbré, 1881, pièce créée au Gymnase, 1er septembre 1881.
- La Soirée du seize, comédie de salon en un acte, éditions Librairie théâtrale, 1884.
- Première Ivresse (en collaboration avec Julien Berr de Turique) créée à l’Odéon, 22 septembre 1885.
- Bigame, comédie en trois actes (en collaboration avec Albert Barré), éditions Librairie théâtrale, 1886.

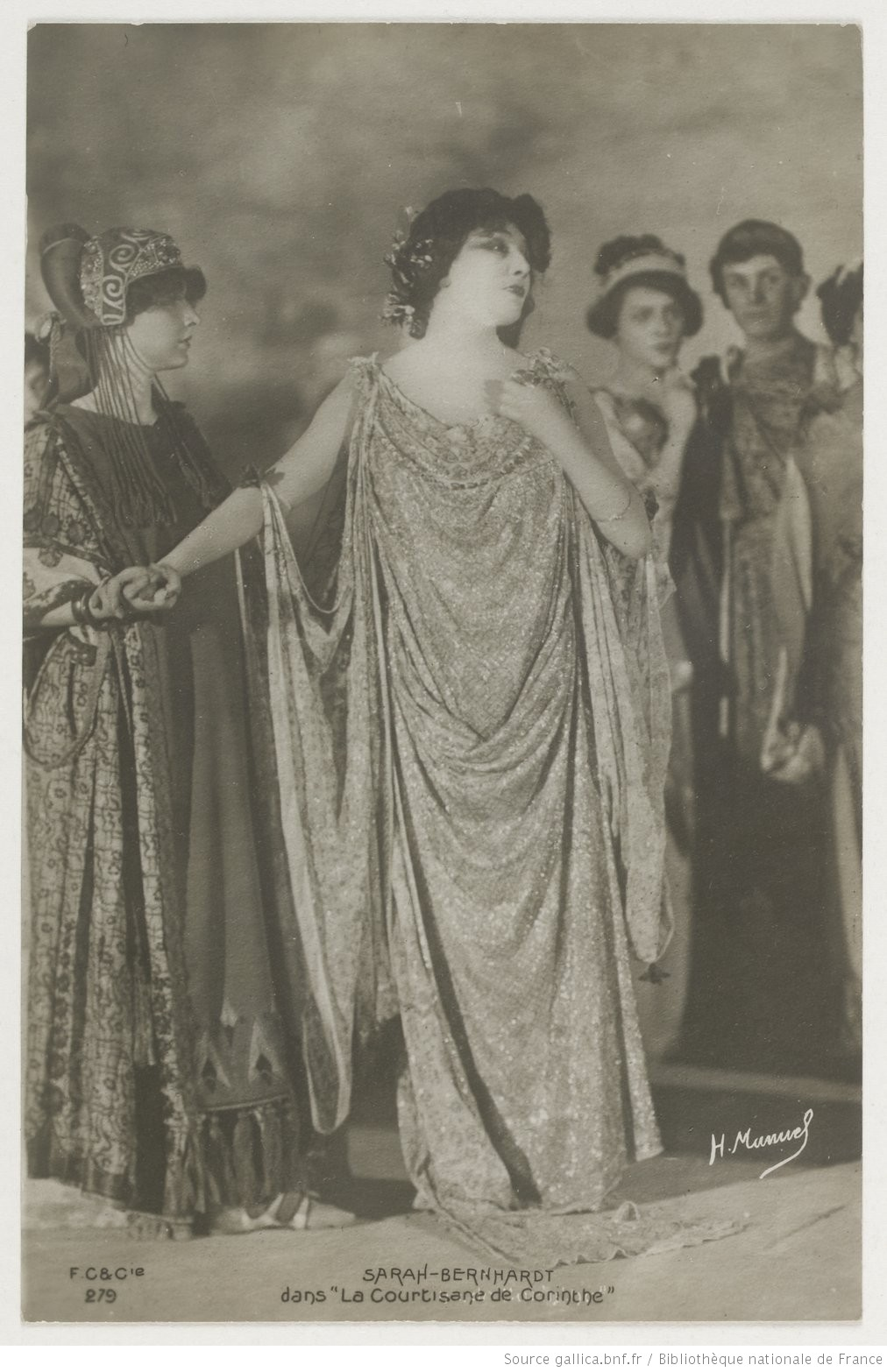
Sarah Bernhardt dans La Courtisane de Corinthe de Paul Bilhaud et Michel Carré, Paris : Théâtre Sarah Bernhardt, 8 avril 1908

- La Courtisane de Corinthe (en collaboration avec Michel Carré).
- Ma bru ! (en collaboration avec Michel Carré), jouée à L’Odéon en 1898.
- Le Gant, comédie en un acte (en collaboration avec Maurice Hennequin), éditions P.-V. Stock, 1905.
- L’Âme des héros, (en collaboration avec Michel Carré) pièce en 1 acte et en vers, créée à la Comédie-Française, le 6 juin 1907.
- L'École des bavards ou Parler, scène en trois temps, éditions Georges Ondet, 1919.
- La Douche, comédie de salon, jouée par Coquelin cadet et Mlle Scellier, éditions Librairie Théâtrale, 1884.
- Gustave !, comédie de salon en un acte, joué par Coquelin aîné et Coquelin cadet, Paris, 1884, Librairie théâtrale, lire en ligne sur Gallica
- Heureuse !, comédie en trois actes (en collaboration avec Maurice Hennequin)[5]
- La Famille Boléro, pièce en trois actes
- Les Espérances, comédie en un acte, en prose, Paris, Vaudeville, 2 septembre 1885
- J’attends Ernest, comédie en un acte, en prose, Paris, Palais-Royal, 11 avril 1885
- Le Papillon, comédie en un acte, en vers

### Livrets
- La Soubrette, opérette en un acte, avec Quénéhen et Rambaud (Asnières, 6 juillet 1891)
- Un mariage à bout portant, opérette en un acte, avec Félix Rémy, musique de Cieutat (Scala, 16 février 1892)
- Toto, opérette en trois actes, avec Albert Barré, musique d'Antoine Banès (Menus-Plaisirs, 10 juin 1892)
- Madame Rose, opéra-comique en un acte, avec Albert Barré, musique d'Antoine Banès (Opéra-Comique, 25 septembre 1893)
- Nos bons chasseurs, vaudeville en 3 actes, avec Michel Carré fils, musique de Charles Lecocq (Nouveau Théâtre, 10 avril 1894)
- Le Roi Frelon, opérette en trois actes, avec Albert Barré, musique d'Antoine Banès (Folies-Dramatiques, 11 avril 1895)
- La Tourte, opérette en un acte, musique de Gaston Serpette (Asnières, 8 février 1895)
- La Jarretière, opérette en un acte, avec Albert Barré, musique d'Antoine Banès (Eldorado, 29 avril 1897)
- La Fiancée du trombone à coulisse, symphonologue plutôt gai, musique d’Émile Pessard

### Chansons
- A qui ça ?, chansonnette, paroles de Paul Bilhaud ; musique de Henri Chatau ; créée par Éléonore Bonnaire à l'Eldorado, 1878, lire en ligne sur Gallica
- À la dérive, romance, paroles de Jacques Grancey et Paul Bilhaud ; musique de Alfred d'Hack ; interprétée par  Juana à l'Eldorado, 1880, lire en ligne sur Gallica
- C'était pour sortir d'embarras, chansonnette, paroles de P. Bilhaud ; musique de Joseph Darcier, 1877, lire en ligne sur Gallica

### Livres pour la jeunesse
- Les Vacances de Bob et Lisette, illustrations de Job, A,  Paris, 1894, Hachette et Cie, 40 p. lire en ligne sur Gallica
- Histoire du bon Cric et du méchant Croc, illustrations de Job, Paris  1898, Hachette et Cie, 15 p.
- Fanfan la Tulipe, illustrations par Job, Paris, 1896, Hachette et Cie, lire en ligne sur Gallica

### Romans
- Nous deux, Paris, Paris, 1903, Simonis-Empis, 282 p., lire en ligne sur Gallica

### Tableaux
- Combat de nègres pendant la nuit (exposition du 1er octobre 1882, no 15)
- Madame Veuve X (Nature demi-morte). Fantaisie exposée aux Incohérents. Plume et aquarelle. Signé avec dédicace[6].
- Lézards cohérents, 1883[7]

### Découverte

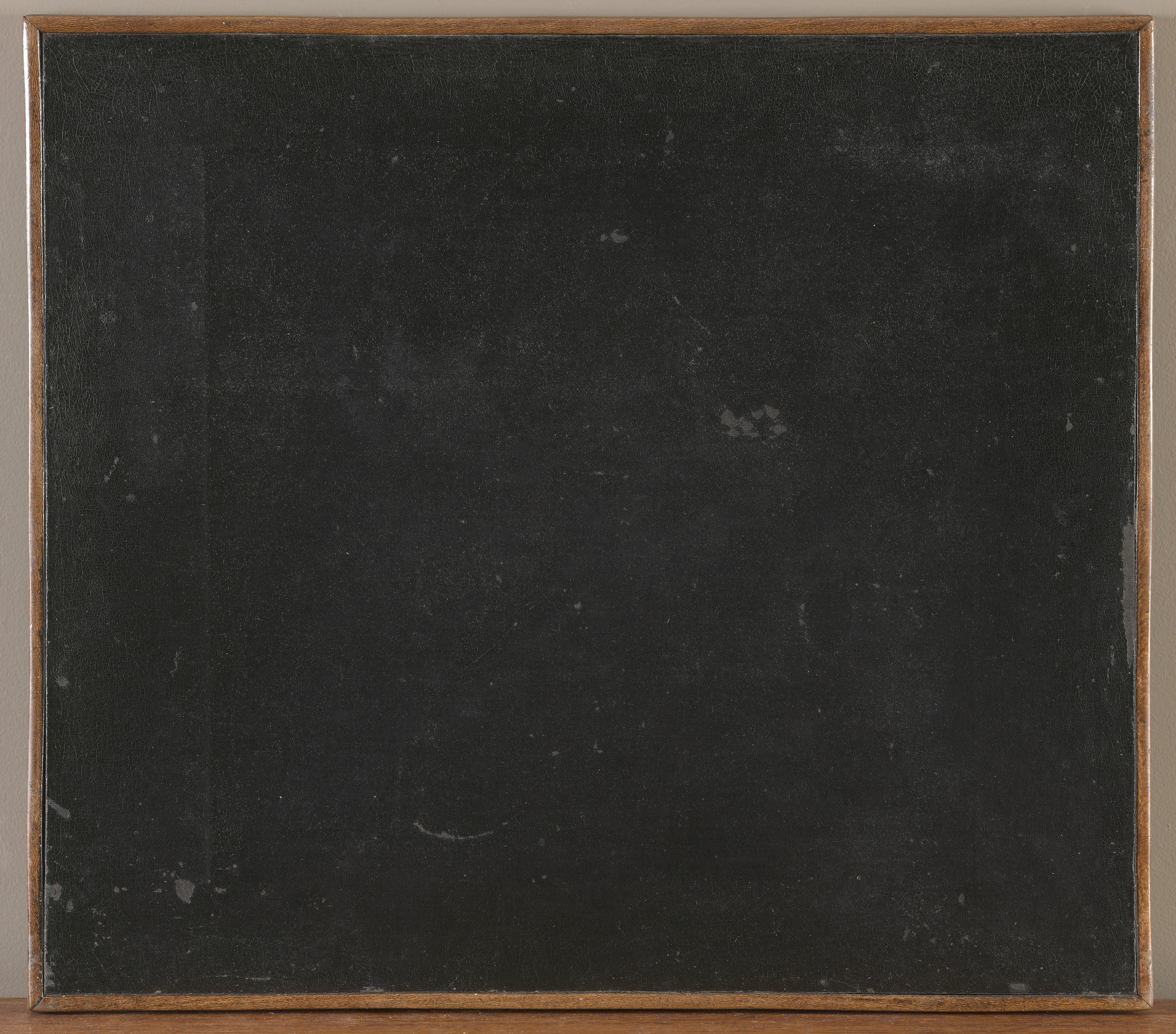
Paul Bilhaud (1854-1933), Combat de nègres pendant la nuit, huile sur toile, 1882

En 2018, le galeriste et expert Johann Naldi retrouve et identifie dix-sept œuvres exposées aux Arts Incohérents, classées Trésor National le 7 mai 2021 par le Ministère de la Culture. Parmi elles, le Combat de nègres pendant la nuit de Paul Bilhaud, premier monochrome exposé de l'histoire de l'art, perdu depuis 1882. Cette découverte fait toutefois l'objet de remises en question restées sans conclusion définitive. En février 2024, l'oeuvre est présentée en avant-première mondiale dans l'exposition "Henri de Toulouse-Lautrec, Parigi 1881-1901" au Palazzo Roverella de Rovigo, en Italie. 

## Adaptations au cinéma
- 1914 : La Famille Boléro de Georges Monca et Charles Prince